# Caspar Alexandri

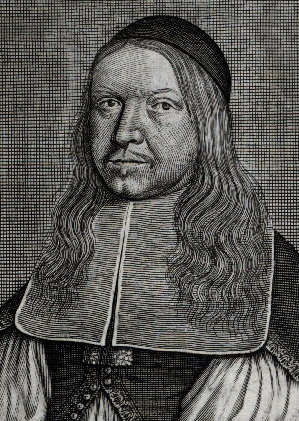
Caspar Alexandri

Caspar Alexandri (* Juni 1623 in Putlitz oder Kyritz; † 28. oder 29. September 1681 in Holzminden) war ein deutscher Jurist und Diplomat. Er war Vizekanzler und Geheimer Rat im Fürstentum Braunschweig-Wolfenbüttel.

## Leben
Alexandri besuchte die Gymnasien in Ruppin, Tangermünde, Halle und Zwickau. Er studierte seit 1645 Rechtswissenschaft in Wittenberg und wechselte 1648 an die Universität Leipzig, wo er zum Dr. jur. promoviert wurde. Herzog August der Jüngere rief ihn 1654 an den braunschweig-wolfenbüttelschen Hof, wo er Kanzleirat wurde und diplomatische Aufgaben übernahm. Er war 1661 bis 1663 Gesandter für den Reichsdeputationstag in Frankfurt am Main und 1663 bis 1674 für den Reichstag in Regensburg. Er verhandelte 1664 in Wien bezüglich der Reichstürkenhilfe und war 1665 als herzoglicher Gesandter in Berlin tätig. Alexandri war von 1669 bis 1675 auch für das Herzogtum Mecklenburg-Schwerin akkreditiert. Er starb Ende September 1681 auf einer Dienstreise in Holzminden und wurde am 6. November in der Hauptkirche in Wolfenbüttel begraben.

### Familie
Alexandri heiratete 1674 Margarete Schmid von Schmideberg. Der 1675 geborene Sohn Johann Heinrich Alexandri († 1735) wurde Hofrat und Vizekanzler in Wolfenbüttel.

## Schriften
- Dissertatio Politica De Republica Libera Ab Interitu Vindicanda In Specie. (= Dissertation Universität Wittenberg) Johannes Hake, Witteberg um 1648, OCLC 633063289.
- Ex Corn. Nepote Alcibiades praestigiator. (= Dissertation Universität Wittenberg) Johannes Hake, Witteberg 1648, OCLC 165493382, (online).
- Hypomnemata politica de ratione status. (= Dissertation) Johannes Hake, Witteberg 1653, OCLC 78942344.
- Hypomnemata Politica De Juribus Majestatis. (= Dissertation) Röhner, Wittenberg 1654, OCLC 247846662.